# ナード
ナード（nerd）は、英語圏で用いられる英語のスラングの一つで、ある種の特徴を持った人間の総称。「内向的」「特定分野への知識が豊富」「文化系の部活動やサークルに所属する」「スポーツに興味を持たない」「恋愛に奥手」などのステレオタイプとともに語られる。総称（複数形）はナーズ （nerds）。ジョックの対義語として用いられる。認知度は高く、英語圏全域で非常に幅広く使われるスラングと言える。
ナードという語の指す意味は一定ではなく、またアメリカ社会の構造や文化とも密接に関わっている。日本では「“おたく”を意味する英語圏での表現」というイメージが最も近いものの、それは典型例のひとつである。ギークに比べ否定的表現であり、「drip（面白くないやつ）」「スクウェア（くそまじめなやつ）」を意味し、加えて社交が苦手とする者を表す。

## アメリカ社会とナード
アメリカにおける青少年・少女の理想像あるいはメインストリームは、アメリカンフットボールやバスケットボール、野球といったスポーツで活躍することであり、その理想を体現し学校や大学で中心的存在となったものはしばしば「ジョック」と呼ばれる。ジョックとチアには、彼ら彼女らになり損ねた・あるいはその地位を狙う、取り巻きが存在し、一種の階層構造を形成する。一方、文化系の活動に興味を持つ集団は、当然この階層に入ることがなく、見下される存在となる。こういった集団、あるいはそれに属する個人が、ナードである。なお、不良（素行不良者）は、どちらにも属さない。
学校社会では陽の目を見ない存在であるため、しばしば鬱屈した感情が犯罪に走らせることもある（コロンバイン高校銃乱射事件を参照）。一方、その性質上、アメリカの文化人は、ほとんどナード階層の出身であり、政治家・実業家・発明家にもナード階層出身者は見られる。こういった傾向は、アメリカの文化や政治に大きな影響を与えているとされる。

## マサチューセッツ工科大学 (MIT) におけるナード
マサチューセッツ工科大学 (MIT) における「ナード」の概念は、他での用法とはやや異なり、安逸な生活やキャリアなどのために妥協しない人間やこだわりすぎて暴走してしまう人間を指す。
どのような分野でも中途半端な結果を許さず完璧に仕上げることを強要する「職人ナード」、興味深いものの立証されていない設計アイディアを追求してどこまでも突っ走ってしまう「コンセプト・ナード」、当面の問題を解決するために問題そのものを痕跡をとどめぬまで消し去る解決方法にこだわる「抹殺ナード」など、細分化された言葉も存在する。MITにおける最高のナードとは思慮分別を超えて力を注ぎ込んでしまう存在とされている。自分を抑えられずやり過ぎてしまう人物を指し、MITではナードという言葉によって、こうした放縦が許されたり、奨励されたり、正当化されたりする。
吉成真由美は『サイエンスとアートの間に : フラクタル美学の誕生』のなかでアラン・ケイの結婚式に招かれたエピソードを書いているが、屋外の宴にはヒッピーのような服装のナードが集まっていた。同じく招かれたマービン・ミンスキーと緊張しながら同じ席についた際に、自分は人間とコンピュータの関係について公共放送でテレビ番組を製作していると説明した上で、コンピュータとは付き合えるが人間とは上手くコミュニケート出来ない人間が人工知能研究所には多くいるのではないかと質問したところ、この人工知能の大家は少しだけ眉を動かした後に、彼等は正直なだけです、本当に新しい事柄を伝えようとするのは困難であり、コミュニケーションと言われているのは幻想であり互いに知っている情報の再確認に過ぎないとの返事を貰っている。

### 作品
- ナーズの復讐
- ナードコア (en:nerdcore hip hop)
- White & Nerdy
- BULLY
- RWBY